# Barbara Salesch

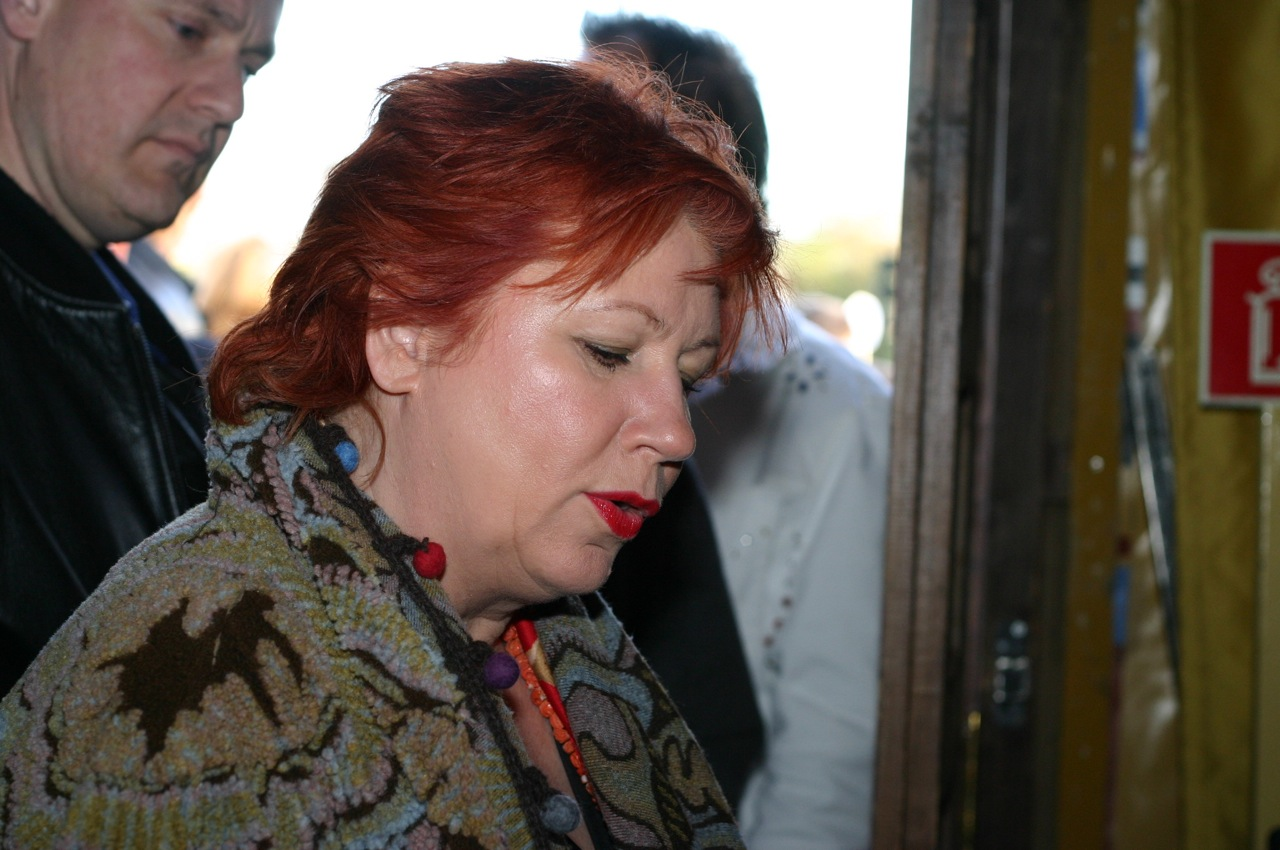
Barbara Salesch (2007)

Barbara Ludovika Phyllis Salesch (* 5. Mai 1950 in Karlsruhe) ist eine deutsche Juristin und ehemalige Richterin. Bekanntheit erlangte sie als Hauptdarstellerin der pseudo-dokumentarischen Gerichtsshow Richterin Barbara Salesch bei Sat.1.

## Leben

### Tätigkeit als Juristin
Barbara Salesch wurde als Tochter des Bauunternehmers Kurt Willy Siegfried Salesch und seiner Frau Johanna Julie, geb. Müller, in Karlsruhe geboren. Ihr Vater stammte aus Lyck in Ostpreußen (heute Ełk, Polen); ihre Mutter war die Tochter eines Stuckateurs aus Ettlingen. Salesch wuchs mit einer vier Jahre jüngeren Schwester in Ettlingen auf.
Nach ihrem Studium der Rechtswissenschaften und ihrem nach vier Semestern abgebrochenen Sportstudium an der Albert-Ludwigs-Universität Freiburg sowie der Universität Hamburg und Christian-Albrechts-Universität zu Kiel arbeitete Barbara Salesch ab 1979 als Staatsanwältin in Hamburg. Im Jahr 1982 wurde sie an die Justizbehörde Hamburg abgeordnet. Ab 1985 war Salesch als Richterin am Landgericht Hamburg für Rauschgiftkriminalität zuständig, später auch für Großverfahren. Nebenbei studierte sie Kriminologie.
Ab 1983 war sie Mitglied im Prüferkollegium für juristische Staatsexamina und unterrichtete Strafprozessrecht für Rechtsreferendare. Im Jahr 1991 wurde Barbara Salesch zur Vorsitzenden Richterin und Abteilungsleiterin in der Justizbehörde Hamburg ernannt. Von 1996 bis 1999 war sie Vorsitzende Richterin einer Kleinen Strafkammer (Berufungskammer) am Landgericht Hamburg.

### Tätigkeit beim Fernsehen
Ab 1999 war Barbara Salesch für die Arbeit beim Fernsehen beurlaubt, wo sie zunächst das Format des amerikanischen Vorbilds Judge Judy mit noch echten zivilrechtlichen Streitfällen übernahm. 1999 gewann sie zudem Stefan Raabs Fernsehpreis: den „Raab der Woche“ in der Sendung TV total. Vom Oktober 2000 bis April 2012 spielte Salesch in der Fernsehsendung Richterin Barbara Salesch die Richterin in gestellten Gerichtsverhandlungen. Großteils besetzt mit Laiendarstellern, wurden im Format einer Gerichtsshow fiktive Fälle aus dem Bereich des Strafrechts präsentiert. Hier kamen überwiegend Straftaten wie Körperverletzung, Diebstahl, sexueller Missbrauch und Mord zur Verhandlung. Am 13. April 2012 wurde die letzte und 2147. Folge ihrer Gerichtssendung ausgestrahlt.
In der 2007 ausgestrahlten Folge Das Wunder von München der Sat.1-Fernsehserie Pastewka verurteilte sie in einer Traumsequenz Bastian Pastewka.
Anfang Juni 2022 kündigte RTL an, eine weitere Gerichtsshow mit Salesch zu produzieren, ohne vorerst einen Titel oder einen Ausstrahlungstermin zu nennen. Das neue Format wird seit dem 5. September 2022 werktäglich unter dem Titel Barbara Salesch – Das Strafgericht ausgestrahlt.
Im Mai 2025 kündigte RTL ein einmaliges Primetime-Special in Filmästhetik an. Anlass ist das 25-jährige Jubiläum von Richterin Barbara Salesch. Barbara Salesch – Der größte Prozess ihres Lebens: Die Tote im Rhein wurde am 10. Juni 2025 um 20:30 Uhr auf RTL ausgestrahlt.

### Privates
Barbara Salesch lebt in der ostwestfälischen Stadt Petershagen, ist ledig und hat keine Kinder. Während der zehnjährigen Pause von ihrer Rolle als Fernsehrichterin betätigte sie sich als Malerin und Bildhauerin, außerdem begann sie ein Kunststudium an der Kunstakademie Bad Reichenhall. Die künstlerische Tätigkeit betrachtet sie als ihren neuen Beruf. In dem ab 2022 veröffentlichten Format sind einige ihrer Werke im Richterzimmer zu sehen.

## Filmografie

### Fernsehserien und -shows
- 1999–2012: Richterin Barbara Salesch (Sat.1, 2147 Folgen)
- 1999: TV total (ProSieben, Folge 25)
- 2000: Die Harald Schmidt Show (Sat.1, Folge 760)
- 2001: Aeschbacher (SRF, Folge 1)
- 2001: Die Harald Schmidt Show (Sat.1, Folge 944)
- 2002: Die Harald Schmidt Show (Sat.1, Folge 1074)
- 2006: Freunde für immer – Das Leben ist rund (Sat.1, Der Mediator)
- 2007: Pastewka (Sat.1, Das Wunder von München)
- seit 2022: Barbara Salesch – Das Strafgericht (RTL)

### Fernsehfilm
- 2025: Barbara Salesch – Der größte Prozess ihres Lebens: Die Tote im Rhein